# Páv korunkatý

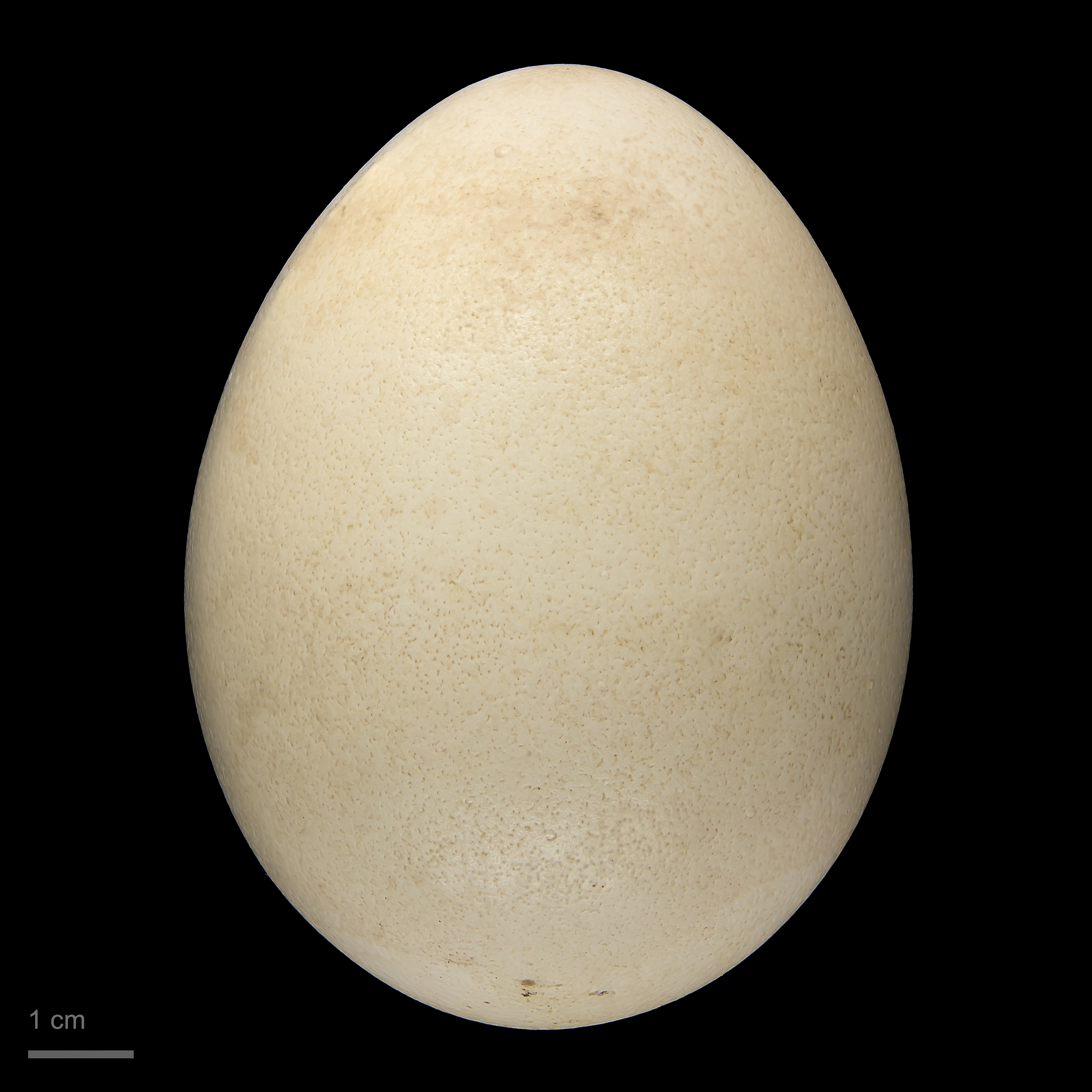
Pavo cristatus

Páv korunkatý (Pavo cristatus L., 1758) je také někdy nazýván jako páv modrý. Spolu s pávem zeleným patří do čeledi bažantovitých. Jeho původní domovinou je Indie a Srí Lanka, kde se nejčastěji zdržují v listnatých lesích, křovinách, ale i v travnatých porostech.
Pávi bývají volně chováni v zámeckých parcích a zoologických zahradách. Páv je národním ptákem Indie.

## Popis

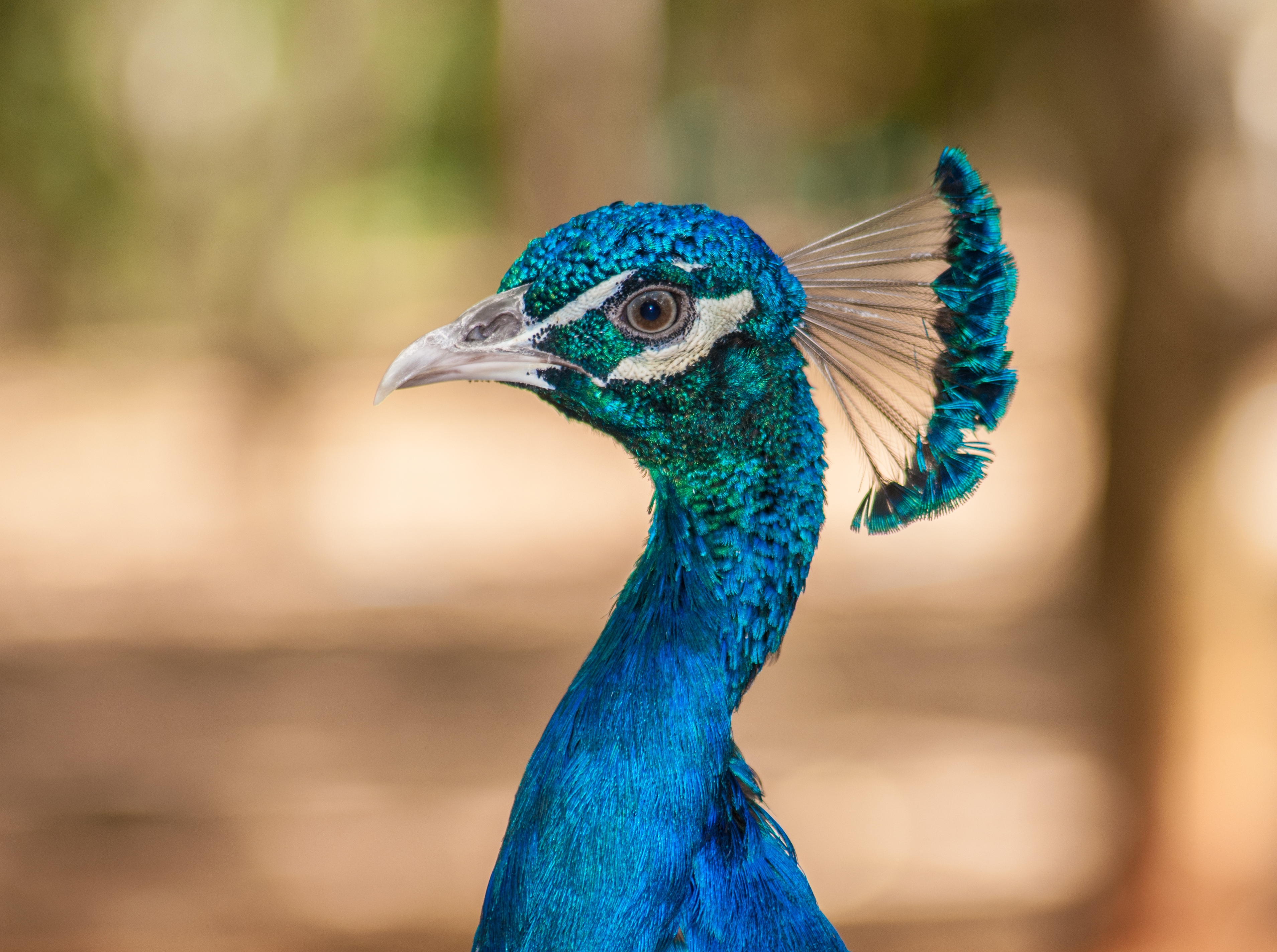
Samec páva korunkatého má hlavu a krk pokryty modrým peřím

Samec páva korunkatého má hlavu, krk a břicho modře zbarvené. Peří na zádech je zelenohnědé a křídla jsou hnědá a černě pruhovaná. „Ocas“ pávů ve skutečnosti není pravý ocas, ale jsou to velmi prodloužené vrchní krovky ocasní, které tvoří tzv. „vlečku“. Na konci každého pera vlečky se nachází „paví oko“. Samci mohou měřit i s vlečkou přes 2 metry.
Samice jsou zbarveny převážně hnědošedě. Mimo období páření ji lze od samce poznat podle zeleně vybarveného krku a také bývají menší. Samci i samice mají na hlavě několika centimetrovou korunku. I pávice mohou v případě ohrožení roztáhnout své ocasní krovky, ty jsou ovšem mnohem menší než u kohouta.

## Způsob života
Pávi korunkatí jsou polygamní. Zpravidla žijí ve skupinách s jedním kohoutem a několika slepicemi. Jsou to všežravci, živí se semeny, rostlinami, hmyzem a jinými bezobratlými, ale také obojživelníky a plazy. Pávi na noc hřadují v korunách stromů, ale samice hnízdí na zemi nejčastěji v křovinách.
Tok samce je velmi nápadný a často doprovázen hlasitým charakteristickým voláním. Samice snášejí 4–8 světlehnědých vajec. Mláďata se líhnou po 28 dnech. Samice se o svá kuřata stará sama.

## Chov
Pávi jsou chováni již tisíce let. Lze je držet ve velmi prostorných voliérách, parcích a zahradách. Většinou se chová jeden samec s několika samicemi, ale na velkých plochách může být pohromadě i více samců. Pávi si většinou najdou v zahradách dostatek potravy. Lze je také přikrmovat zrním nebo krmnou směsí pro krůty.
Pávi snáší české klima bez problémů po celý rok, ale kuřata jsou obzvláště první dva měsíce choulostivější, proto je lepší je za chladnějšího počasí přemístit i s matkou na chráněné místo. Pávi se mohou dožít věku až patnácti let. Kromě základního zbarvení byla vyšlechtěna také bílá a strakatá forma páva korunkatého.

## Užití páva jako symbolu
Podoba páva symbolizuje Krista, nesmrtelnost, ráj, ale také pýchu nebo přepych.. Páv byl posvátný rovněž pro bohyni Héru (Juno). Avšak můžeme se s ní setkat také na  znacích států, měst a obcí. Z významných měst symbolu páva používá např. statutární město Opava ve svém moderním znaku inspirovaném legendou o dvou kupcích, kteří se handrkovali „o páva“.